# Luca Barla
Luca Barla (Bordighera, Italia, 29 de septiembre de 1987) es un ciclista italiano.

## Trayectoria
Luca Barla se convirtió en un campeón italiano de la carrera de ruta junior en 2005. También ocupó el segundo lugar en el prólogo del Tour du Pays de Vaud en Suiza. En el Campeonato del Mundo de ciclismo en carretera 2006 en Salzburgo, participó en la contrarreloj sub-23 y terminó en el puesto 32. Al final de la temporada 2007, Barla condujo con el ProTeam Milram alemán-italiano como stagiaire y obtuvo un contrato profesional allí para el año siguiente.

## Resultados en Grandes Vueltas
| Carrera | Carrera         | 2008 | 2009  | 2010 | 2011 | 2012 |
| ------- | --------------- | ---- | ----- | ---- | ---- | ---- |
|         | Giro de Italia  | ―    | 141.º | ―    | ―    | ―    |
|         | Tour de Francia | ―    | ―     | ―    | ―    | ―    |
|         | Vuelta a España | ―    | ―     | ―    | ―    | ―    |

―: no participa
Ab.: abandono

## Equipos
- Team Milram (stagiaire) (08.2007-12.2007)
- Team Milram (2008-2009)
- Team Nippo (2010)
- Androni Giocattoli-Serramenti PVC Diquigiovanni (2011)
- Team Idea (2012)